# M35火炎放射器
M35火炎放射器（M35かえんほうしゃき、ドイツ語: Flammenwerfer 35）は、1930年にナチス・ドイツで開発された携帯型火炎放射器である。

## 開発経緯

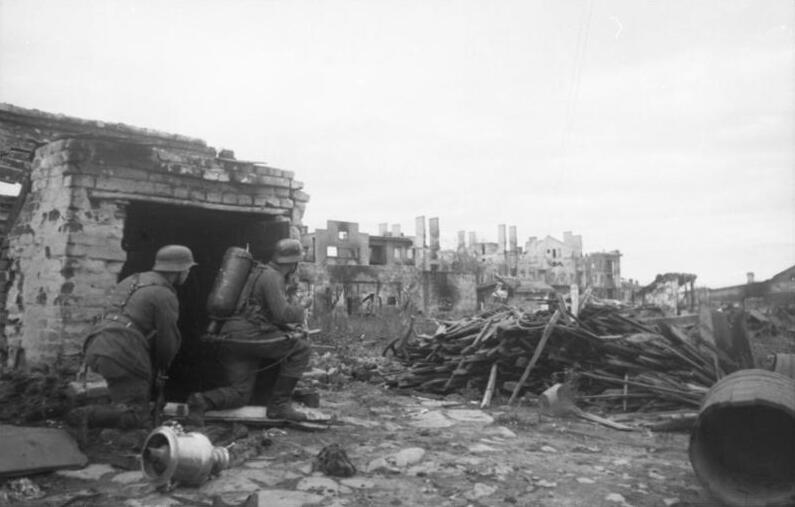
スターリングラード攻防戦でのM35火炎放射器（1942年）

第一次世界大戦中の1918年に開発された「ヴィクス型火炎放射器」の改良型として研究され、1930年にナチス・ドイツの標準火炎放射器として開発された物である。構造は燃料タンクと、それらを噴射させる圧縮窒素ガスタンクが単一のボンベに収められ、外見は縦長円筒形の燃料タンクの両側に噴射用のシリンダーが装着されている。点火方式は噴射ノズル部分から噴出する窒素ガスに水素ガスを点火させた炎で着火させる方法で、噴射および点火は全て噴射用の引き鉄部分で行う事ができる。使用時には防炎服の着用が義務付けられていたが、実戦では多くの場合野戦服のまま使用された。
性能としては、1秒間放射したとして約10-15回（放射距離により差あり）ほど使用することが可能であった。射距離は約25から30メートルである。タンク部分を含む総重量は35.8kgとされ、燃料タンクには11.8リットルの燃料を充填することができる。
M35火炎放射器はその後、ナチス・ドイツで制式採用されると、第二次世界大戦では緒戦で頻繁に使用された。しかし、他国の火炎放射器に比べて35.8kgという重量は、一兵士が携帯するにはあまりに重く、後継のM40火炎放射器の開発とともに1941年には生産が打ち切られている。